# Vampiry Geony
Vampiry Geony (in russo Вампиры Геоны?, lett. I vampiri di Geona) è un cortometraggio d'animazione sovietico del 1991.